# Sematophyllum mundulum
Sematophyllum mundulum là một loài Rêu trong họ Sematophyllaceae. Loài này được (Sull.) P. Câmara miêu tả khoa học đầu tiên.